# Цюрупинськ (ракетний катер)
Цюрупинськ (б/н U151) — ракетний катер проєкту 206МР (шифр «Вихрь», англ. Matka class за класифікацією НАТО) Військово-Морських Сил Збройних Сил України, до 1995 року — Р-251 Чорноморського флоту СРСР.

## Особливості проєкту
Проєкт ракетного катера на підводних крилах 206МР — еволюційна версія великого торпедного катера проєкту 206М, розробленого у 1955 році. Надбудови зроблені з легких сплавів.
Катер має гладкопалубний сталевий корпус з носовою малопогруженним крилом. Корпус розділяється на десять відсіків дев'ятьма водонепроникними переборками. Корпусу в надводній частині була придана незвичайна форма: для поліпшення умов змиву палуби при радіоактивному забрудненні стик палуби з бортом спеціально скруглений.
Двигуни розташовані в п'ятому та сьомому відсіках, пост дистанційного керування механізмами — в сьомому відсіку. Морехідні якості катера забезпечують можливість його використання без обмежень по швидкості при хвилюванні моря до 4 балів включно і на швидкостях до 30 вузлів при хвилюванні моря 5 балів.
Головний ударний комплекс катера — дві пускові установки протикорабельних ракет П-15М масою 2,5 тонн, дальністю стрільби 80 км і вагою бойової частини 513 кг. Ракетні катери проєкту 206МР призначені для ураження бойових кораблів, транспортів і десантних засобів противника в морі та місцях їх базування в ближній морській зоні.

## Історія
Ракетний катер Р-251 (заводський № 249) був побудований на Средне-Невському суднобудівельному заводі. Спущений на воду 15 червня 1981 року. До 30 грудня 1995 року знаходився у складі ВМФ СРСР — входив до складу 296-го дивізіону малих ракетних кораблів 41-ї бригади ракетних катерів Чорноморського флоту з базуванням у Чорноморському.
У грудні 1995 року, згідно з українсько-російською угодою про параметри розподілу Чорноморського флоту, ракетний катер був переданий у склад Військово-Морських Сил України. У ВМС України корабель отримав назву «Цюрупинськ» (б/н U151), на честь міста Олешки, яке до 2016 року носило комуністичну назву Цюрупинськ.
Виведений з бойового складу флоту 29 листопада 2000 року. У 2001 році списаний катер був переданий Херсонській дитячій морській школі як навчальне судно.